# 1989
| 1989                                                                     |
| ------------------------------------------------------------------------ |
| Dødsfald - Fødsler                                                       |
| • Begivenheder • Film • Litteratur • Musik • Politik • Sport • Videnskab |

| Gregoriansk kalender | 1989 MCMLXXXIX          |
| Ab urbe condita      | 2742                    |
| Armensk kalender     | 1438 ԹՎ ՌՆԼԸ            |
| Kinesiske kalender   | 4685 – 4686 戊辰 – 己巳 |
| Etiopisk kalender    | 1981 – 1982             |
| Jødisk kalender      | 5749 – 5750             |
| Hindukalendere       |                         |
| - Vikram Samvat      | 2044 – 2045             |
| - Shaka Samvat       | 1911 – 1912             |
| - Kali Yuga          | 5090 – 5091             |
| Iransk kalender      | 1367 – 1368             |
| Islamisk kalender    | 1410 – 1411             |

Regerende dronning i Danmark: Margrethe 2. 1972-2024
 Denne artikel omhandler årstalet. Opslagsordet har også en anden betydning, se 1989 (film).

## Begivenheder

### Januar
- 3. januar – Spies-koncernen – ved Janni Spies Kjær – købte sin største konkurrent, Tjæreborg.
- 9. januar – 46 omkommer, da en Boeing 737 styrter ned ved indflyvningen til Nottingham i Storbritannien. 82 overlever styrtet.
- 15. januar – med hunde, vandkanoner og tåregas stopper tjekkisk politi 4.000 demonstranter i Prag, der mindes studenten Jan Palach, der i 1969 tog sit eget liv i protest mod Sovjetunionens indmarch i Tjekkoslovakiet efter det såkaldte Prag-forår.
- 16. januar – De Danske Spritfabrikker, De Danske Sukkerfabrikker og Danisco meddeler, at de fusionerer, og dermed er Danmarks hidtil største industrivirksomhed en kendsgerning. Den ny virksomhed får navnet Danisco A/S.
- 17. januar – under raceurolighederne i Miami, USA, bliver én dræbt og 11 såret, og flere bygninger bliver sat i brand
- 20. januar – George H.W. Bush efterfølger Ronald Reagan som amerikansk præsident
- 30. januar - den første danske kvindelige pilotelev optages i Flyvevåbnet. Eleven er den 18-årige Charlotte Ranslet

### Februar
- 2. februar - de sidste sovjetiske tropper forlader Kabul, hvilket markerer afslutningen på ni års sovjetisk militær besættelse af Afghanistan
- 11. februar – Barbara Clementine Harris bliver indviet som den første kvindelige biskop i den episkopale kirke.
- 15. februar – De sidste sovjetiske tropper forlader Afghanistan, efter 9 års krig mod Mujahedinerne. Den afghansk-sovjetiske krig er definitivt overstået, med russisk nederlag.
- 24. februar – Irans ayatollah Ruhollah Khomeini udlover dusør til den, der dræber islamkritikeren Salman Rushdie, efter udgivelsen af hans kontroversielle bog om Islam.

### Marts
- 1. marts – Bern-konventionen ratificeres af USA
- 6. marts - Støttekomiteen for Tibet blev oprettet
- 23. marts – Stanley Pons og Martin Fleischmann bekendtgør kold fusion ved Utah's Universitet
- 24. marts - Verdens hidtil største olieforurening finder sted ved Alaska, da olietankeren "Exxon Valdez" lækker 38 millioner liter råolie

### April
- 2. april - ASUS corporation grundlægges.
- 5. april - Kommunistpartiets magtmonopol i Polen bliver brudt, da regeringen og oppositionen indgår en aftale, der betyder at 35 procent af pladserne i det polske parlament, Sejmen, skal vælges gennem frie valg - og et nyt førstekammer, Senatet, skal indrettes med 100 pladser gennem frie valg. Fagbevægelsen Solidaritet og studenterorganisationen NZS bliver samtidig igen gjort lovlige. Det er Solidaritets leder, Lech Wałęsa, der har forhandlet aftalen på plads med den polske indenrigsminister.
- 7. april – den sovjetiske atomubåd K-278 Komsomolets synker i Barentshavet ud for Norge og 42 personer omkommer
- 9. april - 20 bliver dræbt og 200 såret ved voldsomme demonstrationer i Sovjet-republikken Georgiens hovedstad, Tbilisi. Op mod 100.000 demonstrerede for, at Georgien skulle løsrive sig fra Sovjetunionen, da myndighederne satte militæret ind, og det endte i et blodigt drama. Fem dage senere blev Georgiens partichef afsat
- 15. april - på Hillsborough Stadion i Sheffield i England bliver i 96 tilskuere mast ihjel, da der opstår panik på det overfyldte stadion under en pokalsemifinale i fodbold mellem Nottingham Forest og Liverpool.
- 21. april- 100.000 kinesiske studenter samler sig på Tiananmen Plads i Beijing

### Maj
- 2. maj – et medlem af Blekingegadebanden kører galt i sin bil hvilket fører til at politiet med Jørn Moos i spidsen er i stand til at finde bandens hemmelige lejlighed[1]
- 2. maj - Ungarn begynder at rive "Jerntæppet" mellem Øst og Vest ned ved at fjerne det elektriske pigtrådshegn på grænsen mellem Ungarn og Østrig
- 15. maj - En gennemgribende telefonnummerreform trådte i kraft, til dels for at sikre et ensartet system i telefonnumrene som følge af den foranstående sammenlægning af de regionale telefonselskaber til det landsdækkende TeleDanmark, til dels for at fremtidssikre telefonnumresystemet, der efterhånden var truet af manglende nye nummerkombinationer. Områdenumrene 01-09 erstattedes af numre fra 20-99, der kun tilnærmelsesvis angiver ejerens bopæl.
- 26. maj - Danmark var det første land i verden, der indførte registreret partnerskab mellem to personer af samme køn, da Folketinget vedtog Lov om registreret partnerskab[2]
- 30. maj - under demonstrationerne på Den Himmelske Freds Plads opstiller studenterne en statue kaldet Demokratiets Gudinde

### Juni
- Juni – Paven Johannes Paul II er det første pavebesøg i Danmark nogensinde.
- 4. juni – Massakre på Den Himmelske Freds Plads i Beijing. Massakren dækkes live på tv.
- 4. juni – Solidaritet vinder de første frie valg i Polen siden 2. verdenskrig. Begivenheden danner forbillede for en række succesfulde ikke voldelige antikommunistiske revolutioner i Østeuropa
- 6. juni - Danmarks første pavebesøg er en realitet, da Pave Johannes Paul 2. lander på Flyvestation Værløse
- 8. juni – Dr Robert Ballard lokaliserer skibsvraget af tyskernes største slagskib under 2. verdenskrig, Bismarck, ud for den franske kyst. Skibet blev sænket af engelske Royal Air Force i 1941
- 18. juni - ved den anden omgang af valget i Polen befæster Solidaritet sin stilling ved at erobre 7 pladser i det nye Senat - og har dermed 99 af de 100 pladser i Senatet
- 21. juni - tre arbejdere i Shanghai i Kina bliver henrettet for at have sat ild til et tog i forbindelse med studenterdemonstrationerne tidligere på måneden. Det var de første af en hel stribe henrettelser, der var myndighedernes straf for de store demonstrationer i hovedstaden Beijing og enkelte andre byer. De tre blev henrettet ved nakkeskud i overværelse 3.000 tilskuere. Dagen efter blev 7 henrettet i Beijing, dømt for voldsaktioner i forbindelse med militærets angreb på studenterne på Den Himmelske Freds Plads den 4. juni

### Juli
- 19. juli - 112 af 296 passagerer på en amerikansk DC-10’er omkommer, da flyet styrter i nærheden af Sioux City i Iowa, USA
- 20. juli – den Burmesiske oppositionsleder, Aung San Suu Kyi, bliver sat i husarrest, og bliver først løsladt i 2010 efter 21 års indespærring
- 27. juli - Christer Pettersson idømmes livsvarigt fængsel for mordet på Olof Palme. Han frikendes dog senere på året ved en højere retsinstans

### August
- August – Asteroiden 4769 Castalia opdages ved hjælp af radar fra Arecibo
- 14. august - Sydafrikas præsident Pieter Willem Botha går af på grund af politiske uenigheder med udenrigsminister Frederik Willem de Klerk, der dagen efter overtager præsidentposten
- 19. august - Polen får sin første ikke-kommunistiske leder i 42 år, da Solidarność-lederen Tadeusz Mazowiecki indsættes som premierminister
- 19. august - Den paneuropæiske picnic finder sted ved grænsen mellem Østrig og Ungarn nær byen Sopron
- 20. august - 55 omkommer, da en såkaldt festbåd, Marchioness, bliver påsejlet af en pram på Themsen midt i London. 83 overlever kollisionen, der er en af de alvorligste nogensinde på Themsen
- 23. august – Den baltiske kæde finder sted i de baltiske lande; 2 mio. mennesker dannede en 600 km lang menneskelig kæde. Det var ment som en demonstration med Sovjets besættelse af de tre lande
- 25. august - den amerikanske rumsonde "Voyager 2" får kontakt med planeten Neptun efter at have tilbagelagt 7 milliarder km på 12 år. Billeder af planeten sendes ned til Jorden
- 27. august - Verdens længste godstog på godt 7 kilometers længde når frem til bestemmelsesstedet Saldanha i Sydafrika. Der er 660 godsvogne, en tankvogn og en passagervogn koblet på toget

### September
- 8. september - Partnair Flight 394 forulykker i Skagerrak, 18 km. ud for Hirtshals
- 10. september - Ungarn åbner sine grænser mod vesten, hvilket får tusinder af østtyskere til at benytte lejligheden til at forlade østblokken og søge ophold i Vesten
- 11. september - tusindvis af østtyskere kommer til Vesttyskland via Ungarn og Østrig. Flygtningene var blot en del af den største udvandring fra DDR siden Berlinmuren blev opført i 1961
- 13. september - den største protestmarch i 30 år i Sydafrika gennemføres i Kapstaden med 12.000 deltagere. Marchen, der oprindelig var blevet forbudt af politiet, var en protest mod nedskydningen af 23 mennesker en uge tidligere. Den fungerende præsident, de Klerk, ændrede forbuddet og protestmarchen blev fredeligt gennemført
- 19. september - Vietnamesiske tropper trækkes tilbage fra Cambodia
- 21. september - de vietnamesiske besættelsestropper påbegynder tilbagetrækning fra Kampuchea efter deres invasion årsskiftet 1978-79

### Oktober
- 1. oktober - et homoseksuelt par bliver som de første i verden viet på Københavns Rådhus
- 7. oktober – Ungarns kommunistiske parti, erklærer sig efter afstemning som ophørt, og forsætter i stedet ad en socialistisk vej
- 12. oktober - resterne af Shakespeare's "Globe" teater identificeres af arkæologer, som arbejder på sydbredden af Themsen
- 17. oktober – Loma Prieta-jordskælvet, der var et jordskælv på 7,1 richter i Californien. Los Angeles og San Francisco bliver hårdest ramt, og 63 dør og næsten 4000 såres
- 17. oktober - Die Wende: Politbureauet i DDR's kommunistparti afsætter Erich Honecker fra posten som generalsekretær og derved landets leder
- 18. oktober - DDR's leder Erich Honecker træder tilbage
- 19. oktober - i Ungarn vedtager parlamentet en lov om fri partidannelse.
- 23. oktober – Ungarn bliver selvstændig efter 33 år med sovjetisk domineret styre
- 31. oktober - Tycho Brahe Planetarium i København indvies

### November
- 7. november - DDR’s kabinet træder tilbage efter uroligheder og demonstrationer i mange byer. Dagen efter træder hele Politbureauet tilbage
- 7. november - for første gang i byen New Yorks historie bliver en sort valgt til borgmester, da et flertal af vælgerne stemmer på demokraten David Dinkins
- 9. november – Berlinmuren åbnes ca. kl. 21:30 ved Bornholmer Straße. Flere andre grænseovergange åbner hurtigt efter, og Den Kolde Krig er ved at tage sin ende
- 10. november – Kommunistregimet i Bulgarien væltes
- 11. november - Mimi Jakobsen efterfølger sin far, Erhard Jakobsen, som formand for partiet Centrum-Demokraterne
- 13. november - Tjekkoslovakiet åbner sine grænser, blot få dage efter Berlinmurens fald
- 16. november - Fløjlsrevolutionen starter i Tjekkoslovakiet med en studenterdemonstration i Bratislava
- 17. november – deltagere i en fredelig studenterdemonstration i Prag gennembankes af det kommunistisk politi. Datoen markerer begyndelsen på fløjlsrevolutionen, som vælter den kommunistiske regering
- 17. november - Bulgariens parlament vælger Petar Mladenov til præsident efter at have afsat Todor Zhivkov, der havde siddet på magten siden 1971. Mladenov stiller frie valg i udsigt.
- 17. november - 92 omkommer ved en kulmineulykke i Jugoslavien syd for hovedstaden Beograd. Det er en af de alvorligste mineulykker nogensinde i Jugoslavien
- 21. november – der afholdes kommunal- og amtsrådsvalg i Danmark
- 28. november – Efter uger med demonstrationer i Tjekkiet, meddeler det kommunistiske parti, at de går af som landets diktatoriske parti. Kort efter afholdes det første valg i 40 år, og landet er fri af Sovjet.

### December
- 1. december - Mikhail Gorbatjov modtages i audiens af pave Johannes Paul II. De aftaler at genoprette de diplomatiske forbindelser, der har været afbrudt siden 1917
- 4. december - Privatbanken, Andelsbanken og Sparekassen SDS fusionerer under navnet Unibank
- 6. december – École Polytechnique-massakren: en antifeministisk revolvermand myrder 14 unge kvinder ved École Polytechnique i Montreal.
- 17. december – Fernando Collor de Mello vinder det første valg i Brasilien i 29 år.
- 17. december – Det første hele The Simpsons afsnit bliver vist for første gang. Det er juleafsnittet der hedder Simpsons Roasting on an Open Fire
- 20. december - Panamas diktator Manuel Noriega skjuler sig i Vatikanets ambassade, da USA landsætter 20.000 soldater i Panama. Han udleveres senere til USA og dømmes for narkosmugling
- 22. december – efter uger med blodige demonstrationer overtager Ion Illiescu præsidentposten i Rumænien efter Nicolae Ceaucescu. Det kommunistiske diktatur ophører hermed
- 23. december - efter den såkaldte "fløjlsrevolution" udnævnes den tjekkiske forfatter og systemkritiker Václav Havel til Tjekkoslovakiets præsident af en række reformgrupper
- 25. december - den tidligere rumænske diktator Nicolae Ceausescu og hans hustru Elena, som har holdt sig skjult siden den 22. december, hvor styret væltes, bliver arresteret. En militærdomstol finder dem skyldige i massedrab, hvorefter de henrettes samme dag
- 29. december - dramatikeren og systemkritikeren Vaclav Havel tages i ed som præsident i Tjekkoslovakiet

## Født

### Januar
- 3. januar – Alexander David Linz, amerikansk skuespiller.
- 14. januar – Lærke Møller, dansk håndboldspiller.
- 16. januar – Yvonne Zima, amerikansk skuespiller.
- 30. januar – Khleo Thomas, amerikansk skuespiller, rapper og sanger.

### Februar
- 5. februar – Sus Wilkins, dansk skuespillerinde.
- 5. februar – Jeremy Sumpter, amerikansk skuespiller.
- 9. februar – Kristian Frost, dansk squashspiller.
- 16. februar – Elizabeth Olsen, amerikansk skuespiller og en lillesøster til Mary-Kate og Ashley Olsen
- 21. februar – Corbin Bleu, amerikansk skuespiller, model, danser og sanger.

### Marts
- 5. marts – Sterling Knight, amerikansk skuespiller og sanger.
- 5. marts – Jake Lloyd, amerikansk skuespiller.
- 10. marts - Marina Golbahari, afghansk skuespiller.
- 11. marts - Anton Jeltjin, amerikansk skuespiller (død 2016).
- 14. marts – Colby O'Donis, amerikansk sanger, sangskriver, producer og skuespiller.
- 15. marts – Caitlin Wachs, amerikansk skuespiller.
- 16. marts – Gabriel Attal, fransk politiker.
- 23. marts - Mike Will Made It, amerikansk musikproducer.
- 26. marts – Simon Kjær, dansk fodboldspiller.

### April
- 4. april – Kristoffer Helmuth, dansk skuespiller.
- 6. april – Mikkel Hesseldahl Konyher, dansk skuespiller.

### Maj
- 5. maj – Chris Brown, amerikansk sanger.
- 11. maj – Giovani dos Santos mexicansk fodboldspiller.

### Juni
- 6. Juni – Kim Hyun Joong, Koreansk skuespiller og sanger.
- 7. Juni – Kim Bum, Koreansk skuespiller og sanger.
- 14. juni – Lucy Hale, amerikansk skuespiller og sanger.
- 14. juni – Madison Ivy, tysk pornoskuespiller.
- 27. Juni – Matthew Lewis, engelsk skuespiller.

### Juli
- 11. juli – David Henrie, amerikansk skuespiller.
- 13. juli – Kristina Kristiansen, dansk håndboldspiller.
- 18. juli – Yohan Mollo, fransk fodboldspiller.
- 21. juli – Juno Temple, engelsk skuespiller.
- 22. juli – Andreas Jessen, dansk skuespiller.
- 23. juli – Daniel Radcliffe, engelsk skuspiller.
- 27. juli – Mette Gregersen, dansk skuespillerinde.

### August
- 3. august - Jules Bianchi, fransk racerfører. (død 2015).
- 15. august – Joe Jonas, amerikansk sanger og skuespiller
- 19. august – Lil' Romeo, amerikansk skuespiller og basketballspiller.
- 21. august – Hayden Panettiere, amerikansk skuespiller
- 21. august – Robert Knox, britisk skuespiller (død 2008) (knivdræbt).

### September
- 1. september – Bill Kaulitz, tysk forsanger.
- 1. september – Tom Kaulitz, tysk guitarist.
- 2. september – Alexandre Pato, brasiliansk fodboldspiller.
- 13. september – Thomas Müller, tysk fodboldspiller.

### Oktober
- 4. oktober – Dakota Johnson, amerikansk fashion model og skuespiller.
- 4. oktober – Kimmie Meissner, amerikansk figure skater.
- 11. oktober – Michelle Wie, amerikansk professionel golfer.
- 14. oktober – Mia Wasikowska, australiansk skuespiller.
- 18. oktober – Sandra Toft, dansk håndboldspiller.
- 24. oktober – Shenae Grimes, canadisk skuespiller.

### November
- 20. november – Cody Linley, amerikansk skuespiller, rapper og sanger.

### December
- 2. december – Cassie Steele, canadisk skuespiller, sanger og sangskriver.
- 6 december -- Morten Wichmann, dansk stand up komiker og manuskriptforfatter.
- 13. december – Taylor Swift, amerikansk sanger og skuespiller.
- 14. december – Casper U. Mortensen, dansk håndboldspiller.
- 18. december – Ashley Benson, amerikansk skuespiller og model.
- 20. december – Allan Hyde, dansk skuespiller.
- 22. december – Jordin Sparks, amerikansk sanger.
- 28. december – Mackenzie Rosman, amerikansk barneskuespillerinde.

## Sport
- 22. januar – Super Bowl XXIII San Francisco 49ers (20) besejrer Cincinnati Bengals (16).
- 11. februar – USA's kvindelige kunstskøjtemesterskab vindes af Jill Trenary
- 13. juni - sprinteren Ben Johnson indrømmer at have brugt steroider
- 14. juni - i DBU's 100 års jubilæumsturnering vinder det danske fodboldlandshold i Idrætsparken 6-0 over Sverige. Det er den største sejr over svenskerne i historien
- 18. juni - i DBU's 100 års jubilæumsturnering vinder det danske fodboldlandshold i Idrætsparken 4-0 over Brasilien. Kampen er anfører Morten Olsens afskedskamp, og han scorer et af målene
- 20. juni - den 25-årige danske fodboldspiller Michael Laudrup indgår en kontrakt med FC Barcelona. Laudrup bliver købt for mellem 25 og 30 millioner kroner, menes det, og dermed er det den dyreste handel med en dansk fodboldspiller på det tidspunkt
- 16. august - i Zürich, Schweiz, sætter amerikaneren Roger Kingdom ny verdensrekord i 110 meter hækkeløb med tiden 12,92 sekunder. Det er en forbedring på 1/100 sekund af den 8 år gamle rekord
- 16. august - ved EM i svømning i Bonn, Vesttyskland, vinder danske Mette Jacobsen bronze i 200 m crawl i nordisk rekordtid 2.00,35 minutter
- 18. august -  i Vestberlin sætter mexicaneren Arturo Barrios ny verdensrekord i 10.000 meter løb med tiden 27.08,23 minutter. Det er 5/100 sekund hurtigere end den gamle rekord fra 1984
- 20. august - den marokkanske løber Said Aouita sætter i Köln, Vesttyskland, ny verdensrekord på 3000-meter-løb med tiden 7.29,45 minutter. Det er en forbedring af kenyaneren Henry Ronos 11 år gamle rekord på 7.32,10 minutter
- 20. august - ved EM i svømning i Bonn, Vesttyskland, vinder Mette Jacobsen bronze i 200 meter butterfly i nordisk rekordtid 2.12,34 minutter
- 27. august - i Bulgarien vinder Arne Nielsson og Christian Frederiksen VM i toerkano over 10.000 meter, foran Frankrig og Sovjetunionen
- 11. oktober - i Idrætsparken vinder Danmarks fodboldlandshold 3-0 over Rumænien i en VM-kvalifikationskamp. Målene bliver scoret af Kent Nielsen, Brian Laudrup og Flemming Povlsen
- 29. oktober - OB bliver danske mestre i fodbold foran Brøndby IF og Lyngby Boldklub. B 1913 og Brønshøj Boldklub rykker ned, mens KB og Viborg FF kommer op i 1. division
- 15. november - i Bukarest taber Danmarks fodboldlandshold 3-1 til Rumænien i den sidste kvalifikationskamp til VM i fodbold 1990. Dermed kommer Rumænien og ikke Danmark med til VM. Danmark kunne have nøjedes med uafgjort i kampen, og spillere, træner og dansk publikum er nærmest utrøstelige efter ”kikset” i Rumænien. Flemming Povlsen scorer det danske mål.
- Brian Laudrup kåres som Årets Fodboldspiller i Danmark for første gang
- Ryder Cup, golf – Europa 14-USA 14. Europa beholder trofæet

## Musik
- Danish Music Awards afholdes for første gang
- 3. marts – D-A-D udgiver albummet No Fuel Left For The Pilgrims
- 6. maj – Jugoslavien vinder årets udgave af Eurovision Song Contest, som blev afholdt i Lausanne, Schweiz, med sangen "Rock Me" af det kroatiske band Riva
- 30. maj - sangeren Cliff Richard udsender single nummer 100
- 17. oktober – Kate Bush udgiver albummet: The Sensual World

## Nobelprisen
- Fysik – Norman F. Ramsey, Hans G. Dehmelt, Wolfgang Paul
- Kemi – Sidney Altman, Thomas R. Cech
- Medicin – J Michael Bishop, Harold E Varmus
- Litteratur – Camilo José Cela
- 6. oktober - Fred – Tenzin Gyatso, den fjortende Dalai Lama.
- Økonomi – Trygve Haavelmo

## Henvisning
1. ↑  Casper Hindse (6. december 2009). "Blekingegadebandens overmand: Jørn Moos afslørede banden". JydskeVestkysten.
2. ↑  "Lov om registreret partnerskab af 7. juni 1989". Arkiveret fra originalen 16. januar 2014. Hentet 18. januar 2020.